# TsnoK.se
Tsnok är en onlinetidskrift för konst sedan 2015. Namnet Tsnok är konst baklänges. Redaktionen består av kuratorn och författaren Jonatan Habib Engqvist, filosofen Lars-Erik Hjertström Lappalainen och fotografen och konstnären Annika von Hausswolff. Tidskriften kom som en reaktion på samtidens uppskruvade hastighet och auktualitetsfixering. Under rubriker som "Inaktuellt" och "Gamla utställningar" möjliggörs en typ av kritik där intrycken fått mogna. Utgivningen är mycket ojämn och texterna ofta experimentella. Många skribenter är konstnärer.